# Hejszanzaur
Hejszanzaur (Heishansaurus pachycephalus) – roślinożerny dinozaur z rzędu dinozaurów ptasiomiednicznych (Ornithischia).
Znaczenie jego nazwy – jaszczur z Hei Shan (Czarnej Góry)
Żył w okresie późnej kredy (ok. 83-65 mln lat temu) na terenach wschodniej Azji. Jego szczątki znaleziono w Chinach (w prowincji Gansu).
Słabo poznany dinozaur, z powodu źle zachowanych jego skamieniałości.

Prawdopodobnie należał do ankylozaurów lub pachycefalozaurów.